# 강릉 산계리 굴참나무 군
강릉 산계리 굴참나무 군은 대한민국 강원특별자치도 강릉시 옥계면 산계리에 있는 굴참나무 여남은 그루이다. 대한민국의 천연기념물 제461호로 지정되어 있다.

## 참고 자료
- 강릉 산계리 굴참나무 군 - 국가유산청 국가유산포털